# 阿瓦提县
阿瓦提县（维吾尔语：ئاۋات ناھىيىسى）是中国新疆维吾尔自治区阿克苏地区所辖的一个县。
是地区重要的粮食、棉花和水果基地，辖区面积13259平方公里，辖区內有3个农牧林场、34个连队和80多个牧业点，境内还有兵团农一师的部分团场。全县人口約25万人，县人民政府駐阿瓦提镇。
阿瓦提县位于新疆维吾尔自治区中西部，阿克苏地区西南部，塔里木盆地西北边沿、天山南麓。东、北与阿克苏市接壤，西与柯坪县毗邻，西南与巴楚县交界，南部深入塔克拉玛干大沙漠，边接洛浦、墨玉两县。东西最宽100公里，南北最长150公里，总面积13259平方公里。

## 行政区划
阿瓦提县下辖5个镇、3个乡：
阿瓦提镇、乌鲁却勒镇、拜什艾日克镇、塔木托格拉克镇、英艾日克镇、阿依巴格乡、多浪乡、巴格托格拉克乡和阿克苏监狱。

## 人口民族
2020年末，根据第七次人口普查数据显示：全县常住人口为242481人。有维吾尔族、汉族、回族、哈萨克、柯尔克孜、乌孜别克族、蒙古族、锡伯族、俄罗斯族、满族等22个民族。